# Comando de Órgãos Especiais da Brigada Militar
O Comando de Órgãos Especiais da Brigada Militar conhecido pela sigla COE é um órgão da Brigada Militar do estado do Rio Grande do Sul que lida especificadamente com órgãos específicos da corporação. Vinculados ao COE estão: Batalhão de Polícia Fazendária, Batalhão de Operações Policiais Especiais, Batalhão de Aviação da Brigada Militar, Grupamento de Supervisão de Vigilância e Guardas e o Batalhão de Polícia de Guarda.

## História
O Comando dos Órgãos de Polícia Militar Especiais teve seu inicio no dia  22 de fevereiro de 2002, através do Decreto Estadual 41.427, e foi instalado oficialmente em 25 de março de 2002. O principal trabalho do órgão é a realização do controle dos órgãos especiais da corporação, assim respondendo ao Comando Geral da Brigada Militar pelos seus órgãos subordinados. O COE é operante e atende todo território estadual, mesmo a maioria dos seus batalhões ficando na cidade de Porto Alegre, que se trata da capital do estado.
Por conter diversas unidades especializadas subordinadas ao seu comando, o COE conta com um vasto e variado arsenal que é efetivado de maneira inteligente para cada tipo de batalhão e suas possíveis necessidades táticas e logísticas.

## Batalhões

### Batalhão de Polícia Fazendária(BPFaz)
O Batalhão de Polícia Fazendária da Brigada Militar é um batalhão especializado no tratamento de ocorrências envolvendo crimes fazendários como extorsão, sonegação de impostos, lavagem de dinheiro e outros... Normalmente a força trabalha junto com a Secretaria da Fazenda do estado do Rio Grande do Sul em situação de negação á abordagem pacífica.
Seu primeiro trabalho foi efetuado no ano de 1946 em Vacaria, onde notou-se a necessidade de uma força policial especializada em cuidados de crimes de cunho fazendário, principalmente após a demora de um fiscal fazendário sair da cidade de Porto Alegre para demais cidades do estado, assim no ano de 1963 foi instituída.
Atualmente o Batalhão de Policia Fazendária é comandado pelo Tenente Coronel Kefren Castro de Souza e tem sua principal base no bairro São José na cidade de Porto Alegre atuando em todo estado auxiliando da Secretaria da Fazenda e os colegas do Grupamento de Polícia de Área de Fronteira.

### Batalhão de Operações Policiais Especiais(BOPE)
O Batalhão de Operações Policiais Especiais da Brigada Militar é um batalhão especializado em resolução rápida de crises no estado do Rio Grande do Sul. Suas principais funções envolvem:
- Resolução de sequestros;
- Desarme de artefatos explosivos;
- Resolução de grandes assaltos em andamento;
- Busca e salvamento em áreas de mata;
- Incursões em terrenos perigosos;
- Treinamento de outros batalhões do estado.

O BOPE foi criado através do Decreto Lei nº 54.424/2018, iniciando suas atividades em 17 de janeiro de 2019, substituindo o Grupo de Ações Táticas Especiais (GATE). Estão aptos a atuar no batalhão qualquer brigadiano com a patente igual ou superior á cabo e que passe nos exames físicos e psicológicos e pelo treinamento de 100 dias aplicado pelos coordenadores do batalhão.
Atualmente o BOPE é comandado pelo Tenente Coronel Rodrigo Schoenfeldt e tem sua base localizada no bairro Partenon na cidade de Porto Alegre, atuando em todo estado com grande eficácia devido seu contato direto com o BAvBM.

### Batalhão de Aviação da Brigada Militar(BAvBM)
O Batalhão de Aviação da Brigada Militar é um batalhão especializado em operações com aeronaves. Seus trabalhos incumbem em ficar de prontidão para qualquer operação emergencial envolvendo a Brigada Militar. Sendo ela o transporte emergencial de algum dos membros pertencentes ao órgão para o interior do estado (como o BOPE por exemplo) e demais apoios em missões de média e alta periculosidade.
Atualmente o batalhão é comandado pelo Major Leandro Brandão dos Santos, tendo sua base principal na cidade de Porto Alegre, especificadamente no Aeroporto Internacional Salgado Filho, no qual são capazes de com agilidade resolver as seguintes operações cotidianas:
- Participação em operações policiais;[10]
- Missões de busca e salvamento;[11]
- Transporte de autoridades e tropas;[10]
- Transporte de emergência como UTI aérea;[12]
- Transporte de órgãos pelo estado.[13][14]

Para cumprir suas missões, o BAvBM possui helicópteros, aeronaves de monomotor, aeronaves bimotor e drones. Cada tipo de aeronave com uma função, são participantes desta frota as seguintes aeronaves:
| Nome                      | Imagem ilustrativa                                                      | Tipo            | Destino / Função                                                | Ocupantes | Ref.   |
| ------------------------- | ----------------------------------------------------------------------- | --------------- | --------------------------------------------------------------- | --------- | ------ |
| MD 500 Notar              |                                                                         | Helicóptero     | Patrulhas, apoio em operações, transporte... (multi-utilitário) | 5         | [ 15 ] |
| Ecureuil/Esquilo AS350B   |                                                                         | Helicóptero     | Patrulhas, apoio em operações, transporte... (multi-utilitário) | 5         | [ 15 ] |
| Bell 430                  |                                                                         | Helicóptero     | Patrulhas, apoio em operações, transporte... (multi-utilitário) | 8         | [ 15 ] |
| Schweizer S300            | PH-DIB Schweizer 269C-300C at Hilversum Airport (ICAO EHHV), photo1.JPG | Helicóptero     | Patrulhas e apoio em operações                                  | 3         | [ 15 ] |
| AW119 Koala               |                                                                         | Helicóptero     | Patrulhas, apoio em operações, transporte... (multi-utilitário) | 6         | [ 15 ] |
| AMT-100 Ximango           |                                                                         | Avião Monomotor | Transportes em geral                                            | 2         | [ 15 ] |
| Embraer EMB-710           |                                                                         | Avião Monomotor | Transporte em geral                                             | 4         | [ 15 ] |
| Embraer EMB-711           |                                                                         | Avião Monomotor | Transporte em geral                                             | 4         | [ 15 ] |
| Cessna 210                |                                                                         | Avião Monomotor | Transporte em geral                                             | 5         | [ 15 ] |
| Beechcraft Bonanza A-36   |                                                                         | Avião Monomotor | Transporte em geral                                             | 5         | [ 15 ] |
| Piper PA-23               |                                                                         | Avião Bimotor   | Transporte em geral                                             | 6         | [ 15 ] |
| Piper Seneca              |                                                                         | Avião Bimotor   | Transporte em geral                                             | 6         | [ 15 ] |
| Beechcraft Super King Air |                                                                         | Avião Bimotor   | Transporte em geral                                             | 13        | [ 15 ] |

### Grupamento de Supervisão de Vigilância e Guardas(GSVG)
O Grupamento de Supervisão de Vigilância e Guardas da Brigada Militar, é um órgão subordinado ao COE cuja sua principal função é basicamente regularmentatória. Este grupamento tem como função monitorar e apoiar a segurança privada fornecendo alvarás e fiscalizando os seguintes serviços privados:
- Vigilancia privada;
- Guarda armada privada;
- Zeladoria;
- Monitoramento com câmeras e fiscalização da instalação de equipamentos de segurança privada.

Atualmente o grupamento é comandado pelo Major Daniel da Silva Vasconcellos e sua principal base fica na cidade de Porto Alegre na capital do estado do Rio Grande do Sul.

### Batalhão de Polícia da Guarda(BPG)
O Batalhão de Polícia de Guarda da Brigada Militar, teve sua origem no Grupo de Policia de Guarda Penitenciária que após a reorganização estadual de 1997 passou a ser divida em dois setores, a Superintendência dos Serviços Penitenciários (SUSEPE) que não possui relação direta com a Brigada Militar e o Esquadrão de Guarda Externa de Presídio de Porto Alegre (EGEPPOA) que era um órgão de segurança externa do presidio de Porto Alegre vinculado diretamente á Brigada Militar. Percebendo-se o avanço na criação e presídios no estado, e a fragilidade da SUSEPE em conter criminosos após sua saída dos presídios, o Esquadrão de Guarda Externa de Presídio de Porto Alegre (EGEPPOA) em 2004 passou a ser chamado de Batalhão da Polícia da Guarda que a partir de então, não atuaria apenas em Porto Alegre e sim em outros presídios do estado do Rio Grande do Sul.
Atualmente sua base principal fica na Cidade de Porto Alegre próximo ao presídio central do estado, porem aumentando sua área de atuação á todo o estado, seu comandante atual é o Major Jaques Fernando Pires Peiter, e a principal atribuição do batalhão trata-se de: "executar a guarda externa de estabelecimentos penais e atribuições referentes ao cumprimento de penas restritivas de liberdade pelos integrantes da Brigada Militar".